# Secretaria de Estado de Assistência Social, Trabalho e Direitos Humanos do Piauí
| Secretaria de Estado da Assistência Social, Trabalho e Direitos Humanos do Piauí |                              |
| SASC                                                                             |                              |
| Criação                                                                          | 9 de junho de 2003 (21 anos) |
| Atual secretário                                                                 | Regina Sousa                 |

A Secretaria de Estado da Assistência Social, Trabalho e Direitos Humanos do Piauí (SASC) é uma secretaria governamental do Estado do Piauí, no Brasil, que possui origens na Secretaria da Assistência Social e Cidadania criada em 9 de junho de 2003, por meio da lei complementar estadual nº 28/2003 e teve sua estrutura modificada pela reforma administrativa de 2019 que incorporou algumas secretarias para formar a atual pasta estadual.

## Competências administrativas
O objeto das políticas públicas desenvolvidas por esta Secretaria estadual se refere ao gerenciamento e coordenação das atividades relacionadas à assistência social, ao trabalho e aos direitos humanos no estado, visando promover o bem-estar e a inclusão social da população piauiense.
A SASC gerencia a política estadual de assistência social e atuando de acordo com as diretrizes estabelecidas pela Lei Orgânica da Assistência Social (LOAS) e da Política Nacional de Assistência Social (PNAS).

## Titulares
| Nº | Foto | Nome                                   | Órgão                                                                                   | Início               | Fim  | Governador      |
| -- | ---- | -------------------------------------- | --------------------------------------------------------------------------------------- | -------------------- | ---- | --------------- |
| 1  |      | Rosângela Maria Sobrinho Sousa         | Secretaria de Assistência Social e Cidadania (SASC)                                     | 2003                 | 2005 | Wellington Dias |
| 2  |      | Rejane Dias                            | Secretaria de Assistência Social e Cidadania (SASC)                                     | 2005                 | 2006 | Wellington Dias |
| 3  |      | Janaina Mapurunga Bezerra de Miranda   | Secretaria de Assistência Social e Cidadania (SASC)                                     | 2006                 | 2007 | Wellington Dias |
| 4  |      | Gilvana Nobre Rodrigues Gayoso Freitas | Secretaria de Assistência Social e Cidadania (SASC)                                     | 2007                 | 2010 | Wellington Dias |
| 5  |      | Francisco Guedes Alcoforado Filho      | Secretaria de Assistência Social e Cidadania (SASC)                                     | 2011                 | 2013 | Wilson Martins  |
| 6  |      | desconhecido                           | Secretaria de Assistência Social e Cidadania (SASC)                                     | 2013                 | 2014 | Wilson Martins  |
| 7  |      | desconhecido                           | Secretaria de Assistência Social e Cidadania (SASC)                                     | 2015                 | 2019 | Wellington Dias |
| 8  |      | José Ribamar Noleto de Santana         | Secretaria de Estado de Assistência Social, Trabalho e Direitos Humanos do Piauí (SASC) | 2019                 | 2022 | Wellington Dias |
| 9  |      | desconhecido                           | Secretaria de Estado de Assistência Social, Trabalho e Direitos Humanos do Piauí (SASC) | 2022                 | 2022 | Regina Sousa    |
| 10 |      | Regina Sousa                           | Secretaria de Estado de Assistência Social, Trabalho e Direitos Humanos do Piauí (SASC) | 1 de janeiro de 2023 | —    | Rafael Fonteles |

## Órgãos colegiados
Estão vinculados à SASC os seguintes órgãos colegiados de administração pública estadual: 
- Conselho Estadual de Assistência Social (CEAS);
- Conselho Estadual de Defesa da Criança e do Adolescente do Piauí.